# Amy Morton

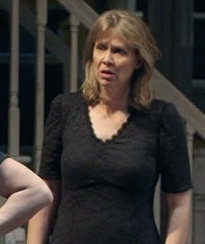
Amy Morton in einem Stück von Tracy Letts (2007)

Amy Morton (* 1958–1959 in Oak Park, Illinois) ist eine US-amerikanische Theaterschauspielerin und Regisseurin, die durch ihre Theaterarbeit bekannt wurde. Als Filmschauspielerin wurde sie durch ihre Darstellung von Mary Rowengartner in Rookie of the Year (1993) und von Diane Popovich in Dickste Freunde (2011) bekannt.

## Leben und Wirken
Amy Morton wurde in Oak Park, Illinois geboren. Sie studierte am Triton College und der Clarke University in Dubuque, Iowa, machte aber keinen Abschluss.

### Theater
Als Kernmitglied des Ensembles der Steppenwolf Theatre Company seit 1997, hatte Morton die meisten Bühnenauftritte während ihrer Schauspielkarriere in der Chicagoer Theaterszene. Sie erschien als Darstellerin
in vielen Bühnenproduktionen, wie Clybourne Park von Bruce Norris, American Buffalo von David Mamet, Dublin Carol von Conor McPherson, The Pillowman von Martin McDonagh (deutsch: Der Kissenmann), Love-Lies-Bleeding (deutsch: Jack the Ripper lebt nach dem Roman von Edmund Crispin) und Awake and Sing von Clifford Odets.
Amy Morton hatte im Jahr 2001 ihr Broadway-Debüt als Oberschwester Ratched, dem Widerpart von Gary Sinise als McMurphy in dem Revival von One Flew Over the Cuckoo’s Nest (im Deutschen bekannt als: Einer flog über das Kuckucksnest) nach Dale Wasserman, das einen Tony Award für die beste Wiederaufführung gewann.
Morton verkörperte im Jahr 2008 den Charakter Barbara „Barb“ Weston sowohl in der ursprünglichen Chicagoer Produktion, als auch in der Broadway-Produktion von Tracy Letts mit dem Pulitzer-Preis ausgezeichnetem Theaterstück August: Osage County. Für ihre Darstellung wurde sie für den Tony Award und den Drama Desk Award nominiert. Amy Morton spielte diese Rolle erneut im Herbst 2008 in der Aufführung des Royal National Theatre in London.
Morton erhielt ihre zweite Tony-Award-Nominierung als Beste Schauspielerin in einem Schauspiel für ihre Hauptrolle in Edward Albees Who’s Afraid of Virginia Woolf? (deutscher Titel: Wer hat Angst vor Virginia Woolf?).
Im Jahr 2015 hatte Amy Morton ihr Off-Broadway-Debüt als Regisseurin in der Atlantic Theater Company-Produktion Guards at the Taj von Rajiv Joseph, das im Mai 2015 Welturaufführung hatte.

## Film
Amy Morton spielte in einer Reihe von Filmen mit. Ihr Filmdebüt hatte 1992 sie mit einer Nebenrolle in der Filmkomödie Straight Talk – Sag’s offen, Shirlee! mit Dolly Parton als Star.
1993 bekam sie eine größere Rolle als Mary Rowengartner im Film Rookie of the Year (deutscher Titel: Der Durchstarter), der mit mehr als 56 Millionen US-Dollar auch kommerziell erfolgreich war.
Ihre nächste größere Rolle hatte sie 1999 als Janet Matthews an der Seite von Nicolas Cage, Joaquin Phoenix und James Gandolfini im Thriller 8mm – Acht Millimeter.
Zehn Jahre später hatte Amy Morton ihren Durchbruch als Filmdarstellerin von Kara Bingham neben George Clooney (Ryan Bingham), Anna Kendrick (Natalie Keener) und Jason Bateman (Craig Gregory) in der Tragikomödie Up in the Air. In diesem Film wurde sie bereits von Eva Kryll synchronisiert.
Amy Morton trat im Jahr 2011 als Diane Popovich in Dickste Freunde (Originaltitel: The Dilemma) erneut in einer Tragikomödie in Erscheinung. 2013 verkörperte sie mit dem Charakter Leslie in der amerikanisch-schwedischen Independent-Produktion Bluebird erneut eine Hauptrolle.

## Fernsehen
Morton tritt seit Jahren im Fernsehen in einer Anzahl von Fernsehserien und Fernsehfilmen, oft in kleinen Nebenrollen, auf. So in Crime Story, Der Equalizer, Emergency Room – Die Notaufnahme, Private Practice und Homeland.
Von 2011 bis 2012 hatte sie mit der republikanische Gouverners-Kandidatin Catherine Walsh eine wiederkehrende Rolle in Politik-Drama-Serie Boss des US-Fernsehsenders Starz. Erneut spielte sie mit Amanda Harris in der CBS-Krimiserie Blue Bloods – Crime Scene New York in einer wiederkehrenden Rolle.
Seit dem Jahr 2014 verkörpert Morton die Polizistin Sergeant Trudy Platt seit Folge 16 der zweiten Staffel der NBC-Fernsehserie Chicago Fire und ab 2014 wurde die Figur im dazugehörigen Spin-off Chicago P.D. zu einer erweiterten Nebenrolle ausgebaut. Ihr Charakter wird von Eva Kryll synchronisiert.

## Auszeichnungen
Tony Award
- Nominiert – 2008 – Best Actress in a Play – August: Osage County (deutscher Titel: Im August in Osage County) von Tracy Letts
- Nominiert – 2013 – Best Actress in a Play – Who's Afraid of Virginia Woolf (deutscher Titel: Wer hat Angst vor Virginia Woolf?) von Edward Albee

Drama Desk Award
- Nominiert – 2008 – Best Actress in a Play – August: Osage County
- Nominiert – 2013 – Best Actress in a Play – Who’s Afraid of Virginia Woolf

Joseph Jefferson Awards
- Nominiert – 1984 – Actress in a Principal Role in a Play – Life and Limb (Wisdom Bridge Theatre)
- Gewonnen – 1986 – Actress in a Supporting Role in a Play – You Can’t Take It with You (deutscher Titel: Man lebt nur einmal) von George Simon Kaufman und Moss Hart (Steppenwolf Theatre Company)
- Nominiert – 1986 – Actress in a Principal Role in a Play – Puntila and his Hired Man (Remains Theatre)
- Nominiert – 1987 – Actress in a Principal Role in a Play – Higher Standard of Living (Remains Theatre)
- Nominiert – 1988 – Actress in a Supporting Role in a Play – Big Time (Remains Theatre)
- Nominiert – 2002 – Director of a Play – Glengarry Glen Ross (Steppenwolf Theatre Company)
- Nominiert – 2002 – Actress in a Principal Role in a Play – The Royal Family von Edna Ferber und George Simon Kaufman (Steppenwolf Theatre Company)
- Nominiert – 2003 – Actress in a Principal Role in a Play – Homebody/Kabul (Steppenwolf Theatre Company)
- Nominiert – 2007 – Actress in a Principal Role in a Play – August: Osage County (Steppenwolf Theatre Company)

- 2013: Karlovy Vary International Film Festival Award for Best Actress für Bluebird

## Filmografie
Film
- 1983: Through Naked Eyes (Fernsehfilm)
- 1992: Straight Talk – Sag’s offen, Shirlee! (Straight Talk)
- 1993: Kiss of a Killer (Fernsehfilm)
- 1993: Falling Down – Ein ganz normaler Tag (Falling Down)
- 1993: Der Durchstarter (Rookie of the Year)
- 1999: 8mm – Acht Millimeter (8 mm)
- 2009: Zeit der Trauer (The Greatest)
- 2009: Up in the Air
- 2011: Dickste Freunde (The Dilemma)
- 2013: Bluebird
- 2024: Nur noch ein einziges Mal (It Ends with Us)

Fernsehserien
- 1986–1987: Crime Story (3 Folgen)
- 1988–1989: Der Equalizer (The Equalizer) (2 Folgen)
- 2009: Emergency Room – Die Notaufnahme (ER)
- 2011: Private Practice
- 2011–2012: Boss
- 2013: Homeland
- 2013–2014: Blue Bloods – Crime Scene New York (Blue Bloods)
- 2014: Girls
- seit 2014: Chicago Fire
- seit 2014: Chicago P.D.
- 2017–2020: Chicago Med
- 2017: Chicago Justice
- 2022: The Bear: King of the Kitchen